# The Naked Zoo
The Naked Zoo ist ein US-amerikanischer Exploitationfilm von William Grefé aus dem Jahr 1971. Als Vorlage diente eine Geschichte von Ray Preston.

## Handlung
Mrs. Golden lebt als frustrierte Ehefrau eines Millionärs, der im Rollstuhl sitzt, im sonnigen Miami. Sie beginnt eine Affäre mit Terry Shaw, einem jungen Autor und Mitglied der lokalen Künstlerszene. Dieser nutzt ihre Großzügigkeit schamlos aus, um mit ihrem Geld rauschende Drogenpartys zu feiern und sich regelmäßig mit jungen Mädchen zu vergnügen. Als Mrs. Golden von seinen Eskapaden genug hat, beendet sie die Beziehung und damit auch die finanzielle Unterstützung.
Als Terry erneut in ihrer Villa erscheint, um sich mit ihr zu versöhnen, werden sie von Harry, ihrem Ehemann, überrascht. Der gehörnte Gatte zögert nicht und greift zur Waffe. Terry schafft es, ihn zu überwältigen, und bringt ihn schließlich um. Während die Polizei glaubt, Harrys Tod sei einem tragischen Unfall geschuldet, versucht Mrs. Golden ihren ehemaligen Liebhaber zu erpressen. Terry gelingt es jedoch, sie erneut um den Finger zu wickeln, und verabreicht ihr anschließend eine Überdosis an Rauschmitteln. Von der Polizei nicht verdächtigt, wird er bald darauf ein erfolgreicher Schriftsteller. Als die Tochter der Goldens eines Tages nach Miami zurückkehrt und auf Terry trifft, verführt er das Mädchen wie einst die Mutter. Sie erfährt jedoch von seiner Schuld am Tod ihrer Eltern und erschlägt ihn bei der nächstbesten Gelegenheit.

## Hintergrund
The Naked Zoo, auch bekannt als The Grove und The Hallucinators, wurde 1966 in Fort Lauderdale, Florida, gedreht. Kritiker und Fans zeigten sich seinerzeit überrascht, dass Rita Hayworth in einem so billig produzierten Film auftrat. Ihre Filmkarriere neigte sich Ende der 1960er Jahre jedoch dem Ende zu. Nicht länger die junge Leinwandschönheit von einst, wurden die Rollenangebote für sie rar. Zudem sprach sich in Hollywood herum, dass sie nicht mehr in der Lage sei, sich Dialoge einzuprägen, was man ihrem Alkoholkonsum zuschrieb und worauf die Presse mit Häme reagierte. Erst 1981 wurde bekannt, dass Hayworth bereits seit vielen Jahren an der Alzheimer-Krankheit litt.
Der Film, in dem auch der ehemalige Boxer Willie Pastrano in einer Nebenrolle zu sehen ist, wurde erst fünf Jahre nach seiner Entstehung in nur wenigen US-amerikanischen Kinos gezeigt. Wie viele andere hat auch Rita Hayworth den Film nie gesehen.

## Kritiken
„Für verschrobene Kuriositätensammler, die sehen wollen, wie ehemalige Leinwandgöttinnen altern, könnte dieser Rita-Hayworth-Film von Interesse sein“, schrieb Donald J. Mayerson seinerzeit im Cue Magazine. Die ganze Geschichte sei „einfach entsetzlich“. Auch Sandra Brennan vom All Movie Guide urteilte rückblickend: „Rita Hayworths ehemals heller Stern sank tief, als sie in diesem schäbigen Krimidrama auftrat.“